# Высшее образование
Вы́сшее образова́ние, или вы́сшее профессиона́льное образова́ние — (условно-организованное самообучение) уровень профессионального образования, следующий после среднего общего или профессионального образования. Включает в себя совокупность систематизированных знаний и практических навыков, которые позволяют решать теоретические и практические задачи по профессиональному профилю, используя и творчески развивая современные достижения науки, техники и культуры. Под термином «высшее образование» понимается также подготовка специалистов высшей квалификации для отраслей экономики, науки, техники и культуры в различного типа высших школах.

## Термин
Скорее всего, калька с французского enseignement supérieur, что означает «более высокое образование», с использованием устаревшего смысла слова «высший» — «более высокий».

## Высшее учебное заведение
Высшее образование осваивают в высших учебных заведениях — университетах, академиях, институтах, высших училищах и некоторых колледжах. В некоторых странах существуют собственные традиционные названия или вариации указанных названий.

## Структура и форма обучения
Система высшего образования в разных странах базируется на одно-, двух-, трёх- и четырёхуровневой структуре. При четырёх уровнях выпускники с высшим образованием делятся на бакалавров, специалистов, магистров и докторов философии. При двухуровневой системе образования, принятой, в частности, в России, деление происходит на бакалавров (первый уровень), магистров и специалистов (второй уровень) (при этом поступавшие в вузы до 2011 года и ранее дипломированные специалисты, в отличие от последующих, относятся к первому уровню и имеют право на бесплатное обучение второго уровня образования) и лиц с учёной степенью.
Высшее образование можно получить по очной, заочной, очно-заочной (вечерней) или свободной формах обучения (дистанционное образование), а также в форме экстерната. Причем, в некоторых странах, в зависимости от формы и целей обучения, количества изучаемых дисциплин, уровня подготовки и т. д., происходит деление студентов на «регулярных», «условных», «специальных», «случайных», «вольных» и т. п.
В зависимости от формы обучения, страны, системы и профиля срок обучения для получения высшего образования колеблется от 4 до 9 лет.

## История

### В Древнем мире
Выделение высшей ступени образования произошло в странах Древнего Востока более тысячи лет до н. э. Тогда на этой ступени молодёжь изучала философию, поэзию, а также известные на тот момент законы природы, получала сведения о минералах, небесных светилах, растениях и животных.
В Александрии в V—III веках до н. э., в эпоху эллинизма, стали создаваться школы повышенного типа, в которых философия, филология, медицина и математика стали изучаться раздельно в связи с дифференциацией науки.
В Древней Греции, уделявшей большое внимание образованию молодёжи, была предусмотрена высшая ступень образования. В IV—III веках до н. э. одним из идеологов выделения высшей ступени образования был Платон. Он хотел привлечь к этому образованию незначительную часть одарённой аристократической молодёжи (юношей), которая проявила способность к отвлечённому мышлению и способной изучать предметы не в прикладном значении, а в философско-теоретическом плане. Например, астрономию по этой системе необходимо было изучать не для прикладных целей — мореплавания, а для размышления о бесконечности Вселенной. Причём предполагалось, что закончившие эту ступень образования в возрасте 30 лет и проявившие исключительное дарование, могли продолжить образование до 35 лет с целью стать правителями государства. Сходной точки зрения придерживался в III в. до н. э. и Аристотель, который считал, что необходима и третья, высшая ступень, образования для развития у человека его природных способностей в триединстве физического, нравственного и умственного направлений.
Дальнейшая дифференциация науки только способствовала большему выделению третьей, высшей ступени, образования. Однако, определение высшего образования в современном понимании сложилось лишь в Средние века.

### В Средние века
С X века в Салерно, Павии, Болонье, Париже существовали университеты — места паломничества для пытливых умов. Там изучали право, латынь, философию, медицину, математику. Старейший в англоязычном мире Оксфордский университет основан около 1117 года английским духовенством, решившим дать своим священнослужителям образование (в отличие от континентальных, они часто были неграмотны). Выбор пал на Оксфорд, один из крупнейших городов королевства. Но только при Генрихе II он стал настоящим университетским городком. Если со временем через него почти в обязательном порядке проходили члены высшего общества, то в средние века до этого было ещё далеко. Там обучались только священнослужители, они снимали комнаты у местных жителей и зачастую были бедны.
В XI веке открывается первая высшая светская медицинская школа в Салерно (Италия).
В XI—XII веках появляются светские высшие школы в Европе, в которых обучение и научная работа были взаимосвязаны в едином учебном процессе. В основе обучения в этих школах были положены как теоретические исследования, так и наблюдения и опыт.
В XII—XIII веках во многих странах Европы (Италия, Испания, Франция, Англия) возникают первые университеты. В них, в основном, было лишь три факультета — богословский, медицинский и юридический. Обучение в первых университетах велось на протяжении 5—6 лет.
В 1209 году группой профессоров и студентов, бежавших из города Оксфорда после стычки между горожанами и студентами, был основан Кембриджский университет.
В 1348 году открывается первый в славянских странах университет в Праге — Карлов университет.

### На пороге Нового времени
Средневековое высшее образование, в первую очередь, преследовало цель обоснования богословских догм. Лишь в XIV—XVI веках происходит постепенное освобождение науки и образования от схоластики. Этому способствовали крупные научные открытия и успехи в области медицины в эпоху Возрождения в Италии. Среди видных представителей науки того времени — Леонардо да Винчи, Н. Коперник, И. Кеплер, Г. Галилей, Р. Декарт, И. Ньютон, Г. Лейбниц. Резкой критике схоластическая школа подверглась со стороны английского философа Ф. Бекона. Писатели-гуманисты и педагоги того времени — Витторино да Фельтре, Эразм Роттердамский, Л. Вивес, Ф. Рабле, М. Монтень — выступали против монополизации католической церковью области образования. Они предложили новые методы обучения, основанные на развитии самостоятельного критического мышления.
Исключительно важное значение для развития высшего и образования в целом имело изобретение книгопечатания в XV в.
В 1632 году в Киеве путём объединения Киевской братской школы и Лаврской школы была создана Киево-Могилянская коллегия, в которой изучали славянский, латинский и греческий языки, богословие и «семь свободных искусств» — грамматику, риторику, диалектику, арифметику, геометрию, астрономию и музыку.
В это время поддержка преемственной ступенчатой системы образования с высшей ступенью — академией, нашла в трудах чешского педагога-гуманиста, общественного деятеля, фактически основоположника педагогической науки Яна Амоса Коменского.
В XVII веке начинают создаваться научные лаборатории, в которых провозглашается принцип свободного научного исследования и преподавания. В эти годы во Франции, Англии, Германии создаются первые государственные научные академии, начинают систематически издаваться научные журналы.

### В XVIII—XIX веках
Развитие науки, техники, мореплавания на рубеже XVII—XVIII веков приводит к повышенному спросу на специалистов с высшим образованием (т. н. в России «служилых людей»).
В 1687 году в Москве была организована первая высшая школа — Славяно-греко-латинская академия, которую окончили Л. Ф. Магницкий, В. К. Тредиаковский и М. В. Ломоносов. 28 января (8 февраля) 1724 года был издан указ Петра Первого об основании Санкт-Петербургской академии наук и университета с гимназией при ней. Примечательно, что если Парижская академия наук была создана впротивовес Парижскому университету, то Пётр распорядился создать открывшиеся после его смерти академию и университет в гармоничном единстве.
В становлении российского высшего образования важную роль сыграл Михаил Ломоносов, которому в 1758 году поручено «смотрение» за Академией наук. Он разработал оригинальный учебный план, в котором на первом году обучения «для того, чтобы иметь понятие о всех науках, чтобы всяк мог видеть, в какой кто науке больше способен и охоту имеет» предусматривалось обязательное посещение всех лекций, на втором — посещение только специальных циклов, а на третьем — прикрепление студентов к отдельным профессорам для «упражнения в одной науке».
Стараниями Михаила Ломоносова в 1755 году учреждён Московский университет. Среди первых профессоров которого были Н. Н. Поповский, А. А. Барсов и другие ученики Ломоносова.
В результате изобретения паровой машины произошёл переход от мануфактурного производства к фабричному. За этим последовал промышленный переворот. Это способствовало появлению во второй половине XVIII века в Англии, а затем и в других странах первых технических учебных заведений, дававших систематическое инженерное образование. В России первым подобным заведением стала основанная Петром I Школа математических и навигацких наук, а затем Инженерная школа в Санкт-Петербурге, которой руководил прадед А. С. Пушкина, Абрам Петрович Ганнибал, но старейшей до сих пор существующей горно-технической школой России стало основанное в 1773 году Горное училище (ныне Санкт-Петербургский государственный горный университет).
17 ноября 1804 года в Казани учреждается Казанский университет. Уже в первые десятилетия своего существования он стал крупным центром образования и науки. В нём сформировался ряд научных направлений и школ (математическая, химическая, медицинская, лингвистическая, геологическая, геоботаническая и др.). Предмет особой гордости университета — выдающиеся научные открытия и достижения: создание неевклидовой геометрии (Н. И. Лобачевский), открытие химического элемента рутения (К. К. Клаус), создание теории строения органических соединений (А. М. Бутлеров), открытие электронного парамагнитного резонанса (Е. К. Завойский), открытие акустического парамагнитного резонанса (С. А. Альтшулер) и многие другие.
В 1830 году в Москве по указу Николая I создаётся Ремесленное учебное заведение (далее Императорское Высшее Техническое Училище, ныне Московский государственный технический университет имени Н. Э. Баумана). Его учёные и преподаватели — А. В. Летников, Н. А. Шапошников, П. К. Худяков, А. П. Сидоров, А. П. Гавриленко, В. И. Гриневецкий и другие фактически создали русскую систему системного высшего технического образования, которая основывалась на тесной связи теоретического обучения и практических занятий на базе производственных мастерских и лабораторий. Эта система была названа за рубежом «русскими методами обучения» и отмечена высшими премиями и наградами на международных выставках (в Филадельфии — 1876 году и в Париже — 1900 году).
В 1861 году Содружество Массачусетса одобрило хартию Вильяма Бэртона Роджерса об учреждении «Массачусетского технологического института и Бостонского общества естествознания» (ныне Массачусетский технологический институт). Вильям Бэртон Роджерс хотел создать новую форму высшего образования, отвечающего вызовам стремительно развивающейся науки в середине XIX века, на которые классическое образование было патологически не способно дать адекватный ответ. После принятия хартии Роджерс стал искать средства, развивать учебную программу и подбирать подходящее место для института. План Роджерса, как он сейчас известен, базировался на трёх принципах: образовательная ценность полезных знаний, необходимость обучения через действия и объединение профессиональных и гуманитарных наук. МИТ стал пионером в использовании инструкций для лабораторных работ. Его философия — «обучение не в манипуляциях и мгновенных деталях науки, которые можно применить лишь на практике, а в знании и понимании всех основных научных принципов с их объяснениями». Из-за начавшейся несколько месяцев спустя гражданской войны первые занятия в МИТе прошли только в 1865 году в арендованном помещении торгового дома в пригороде Бостона.
В 1870—1880 годах во многих странах Западной Европы и Америки была сделана попытка открыть доступ к высшему образованию женщинам. В России это осуществлялось путём допуска женщин в Медико-Хирургическую академию, а затем открытия в Москве, Казани, Петербурге и Киеве высших женских курсов. Однако только после Октябрьской революции в России женщины получили равное с мужчинами право на образование, включая высшее.

### В XX—XXI веках
В 1914—1915 учебном году в России в 105 вузах обучалось 127,4 тысяч человек.
В 1950 году, ст. 2 Первого протокола к Европейской конвенции по правам человека обязала все подписавшие стороны гарантировать право на образование.
В 1966 году, Организация Объединённых Наций в Международном пакте об экономических, социальных и культурных правах, гарантировала право на высшее образование, которая гласит: «высшее образование должно быть одинаково доступным для всех на основе способностей каждого путём всех необходимых мер и, в частности, постепенного введения бесплатного образования».
В 1970—1971 учебном году в Советском Союзе в 805 вузах обучалось 4,6 млн студентов. Из них по инженерно-техническим и экономическим специальностям — 43,6 %, гуманитарным и естественнонаучным — 35,6 %, сельскохозяйственным — 7,7 %, медицинским — 7,1 %. В их обучении было задействовано 327,2 тыс. научно-педагогических работников, в том числе 10,4 тыс. докторов и 95,3 тыс. кандидатов наук.
Большой толчок к развитию, сближению и гармонизации высшего образования в Европе был дан т. н. Болонским процессом. Его начало можно отнести ещё к середине 1970-х годов, когда Советом министров ЕС была принята Резолюция о первой программе сотрудничества в сфере образования. Официальной датой начала процесса принято считать 19 июня 1999 года, когда в городе Болонья на специальной конференции министры образования 29 европейских государств приняли декларацию «Зона европейского высшего образования», или «Болонскую декларацию». В дальнейшем межправительственные встречи проходили в Праге (2001), Берлине (2003), Бергене (2005), Лондоне (2007) и Лувене (2009). В настоящее время Болонский процесс объединяет 46 стран.
Россия присоединилась к Болонскому процессу в сентябре 2003 года на берлинской встрече министров образования европейских стран. В 2005 году в Бергене Болонскую декларацию подписал министр образования Украины. В реализации основных направлений Болонского процесса участвуют вузы России, Украины, Казахстана и всех стран СНГ и Европы.
По данным на 2000 год в России 562 (45,9 %) государственных высших учебных заведений, в том числе подчиненные Министерству образования РФ — 338 (26,0 %), и 662 (54,1 %) негосударственных (из них имеют государственную аккредитацию — 203 (15,5 %)). В них обучалось 4 739 500 человек, в том числе на дневном отделении — 2 624 300 человек.
В 2005 году на каждые 10 тысяч жителей России приходилось 495 студентов, в США — 445, в Германии — 240, Великобритании — 276, Японии — 233.
По итогам 2012 года Организация экономического сотрудничества и развития провела расчёт доли лиц с высшим образованием среди населения в возрасте от 25 до 64 лет в 37 странах-членах организации. Основываясь на этом расчёте, компания Wall St. определила 10 стран с наибольшей долей лиц с высшим образованием во взрослом населении:
| Россия — 54 % Канада — 51 % Израиль — 46 % США — 45 % Япония — 42 % | Новая Зеландия — 41 % Южная Корея — 40 % Великобритания — 38 % Финляндия — 38 % Австралия — 38 % |

## Высшее образование по странам
Согласно всемирному рейтингу QS Higher Education System Strength Rankings 2016 первую десятку стран с лучшей системой высшего образования составили США, Великобритания, Германия, Австралия, Канада, Франция, Нидерланды, Китай, Южная Корея и Япония.

### Австрия
Высшее образование в Австрии трёхуровневое и длится от 3 до 9 лет.
Закон об университетском образовании 1966 года и Закон об университетах 1975 года заложили основу высшего образования. Федеральное министерство науки и исследований финансирует и контролирует университетское образования. 23 общественных и 11 частных университетов обладают высокой степенью свободы и предлагают широкий выбор образовательных программ. Обучение в университетах Австрии бесплатно. Но имеются и платные учебные заведения.
Крупнейшие университеты — Венский (старейший университет Австрии, основан в 1367 году), Грацский, Инсбрукский, Зальцбургский университеты.

### Беларусь
В Беларуси два ведущих вуза в национальной системе образования: Белорусский государственный университет, основанный 30 октября 1921 года, и Академия управления при Президенте Республики Беларусь, образованная 29 января 1991 года. Статус ведущего вуза в республике закреплён законодательно и имеет две разновидности: ведущий вуз в национальной системе образования и ведущий вуз в отрасли. Статус ведущего вуза в отрасли имеет несколько вузов (в частности, Белорусский национальный технический университет, Белорусский государственный университет информатики и радиоэлектроники, Белорусский государственный медицинский университет и другие).
В Белоруссии студенты вузов могут получить академические степени: бакалавр и магистр.
Выпускники вузов могут продолжить обучение и получить послевузовское образование, поступив в аспирантуру и затем в докторантуру. Кроме того, возможно прохождение курсов переквалификации и получение второго высшего образования. Обучение платное.

### Болгария
Высшее образование базируется на Акте о высшем образовании от 1995 года и состоит из четырёх уровней. Сеть высших школ в Болгарии включает в себя университеты, специализированные высшие школы и колледжи.

### Бразилия
В Бразилии на протяжении большей части истории в высшем образовании страны преобладали профессиональные и частные колледжи. Первые факультеты были созданы после перевода португальского королевского двора в Бразилию в 1808 году. В том же году Д. Жуан VI создал высшую школу медицины, сельскохозяйственной науки и другие. Университеты, ориентированные на профессиональную и научную специализацию, возникли позже, только в XX веке. Большинство вузов в стране частные — 72 учебных заведения из 93. Особой популярностью среди студентов пользуются государственные университеты. Образование в них считается престижным, а подготовка по техническим и медицинским специальностям — сильной. Федеральные вузы равномерно распределены по всей стране. Академический год в Бразилии начинается в феврале. Учебные заведения предлагают широкий выбор программ — это технические, медицинские, инженерные, естественные и гуманитарные дисциплины, среди которых легко найти подходящую. Много преподавателей в бразильских вузах — специалисты из Европы, Америки и России. Частные и государственные организации, типа FAPESP Scholarships, FESBE- спонсируют студентов, занятых после лекций научными и технологическими исследованиями. В 2015 г 40 % молодых людей в возрасте от 18 до 24 лет в Бразилии имели высшее образование, всего 5,1 млн человек .

### Великобритания
После прохождения двухгодичного курса A-levels студенты могут получить либо профессиональное, либо высшее образование.
Профессиональное образование (Further education — FE) включает в себя курсы профессиональной подготовки и некоторые курсы для получения высшего образования (степени бакалавра). Термин «профессиональное образование» используется, чтобы обозначить курсы для тех, кто ушёл из школы в возрасте 16 лет. В Великобритании насчитывается более 600 государственных и частных колледжей дальнейшего образования. Эти учебные заведения предлагают различные программы обучения, включая курсы английского языка, программы подготовки к получению общего свидетельства о среднем образовании и A-levels, профессиональные курсы.
Высшее образование (Higher education — HE) включает в себя программы по получению степени бакалавриата, последипломные программы (магистратура, докторская степень) и MBA. Термин «высшее образование» обозначает обучение в университетах, колледжах и институтах, которые предлагают получение ученой или докторской степени.

### Германия
Немецкая система высшего образования отличается многообразием типов вузов. Всего в Германии 409 вузов, из них 104 университета и 203 вуза прикладных наук. Получение первого высшего образования почти во всех вузах до недавнего времени было бесплатно как для немцев, так и для иностранцев. Плата за учёбу были введены во многих федеральных землях экспериментально в 2006 году, её размер составлял 500 евро в семестр. Однако, вскоре вслед за землей Северный Рейн в Вестфалии плата за учёбу была отменена всеми федеральными землями к 2013 году. В других землях может взиматься плата со студентов, превысивших предписанный срок учёбы на несколько семестров («несколько» опять же в каждой земле по-разному) или получающих второе высшее образование. Общее количество студентов в Германии составляет почти 2 млн, из которых 48 % женщины, 250 000 иностранные студенты. Профессорско-преподавательского состава около 110 тыс. человек. Примерно 69 000 немцев учится за границей. До 2010 года в ходе болонского процесса немецкие вузы должны были перестроить свои учебные программы по новому образцу. Однако это не коснулось медицинского и юридического образования, которые не делятся на бакалавриат и магистратуру до сих пор. На многих гуманитарных факультетах также обязательно изучения дополнительного предмета.
Значительное число вузов — государственные и субсидируются правительством. Частных вузов сравнительно немного — 69.

### Египет
В Египте имеются как частные, так и государственные высшие учебные заведения. Государственное высшее образование в Египте бесплатное, студенты платят только регистрационный взнос. Частное образование обходится дороже.
Основные университеты Египта: Каирский университет (100 000 студентов), Александрийский университет, Университет Айн-Шамс, Университет Аль-Азхар (старейший вуз Египта с 1000-летней историей).
Ведущие частные университеты Египта: Американский университет в Каире, Немецкий университет в Каире, Французский университет Египта.

### Ирландия
Высшее образование в Ирландии называют «образованием третьего уровня» (Third Level education). По окончании вуза выпускнику присваивается степень бакалавра (Bachelor Degree). Получение высшего образования возможно в государственных университетах, различных колледжах.

### Италия
Система высшего образования Италии представлена университетами, техническими университетами, университетскими колледжами и академиями. Система образования трёхступенчатая.

### Кипр
Молодые люди посещают университеты, другие государственные высшие учебные заведения и колледжи, предлагающие различные программы обучения.

### Китай
Университетов в Китае насчитывается более 2500, около 500 из них принимают на учёбу иностранных студентов. Китайские вузы уже стали первыми в мире по числу научных публикаций и их цитируемости.

### Мальта
Высшее образование на Мальте предоставляется только Мальтийским Университетом, имеющим огромное количество отделений, филиалов и представительств.

### Монако
В Монако есть только одно высшее учебное заведение — Международный институт Монако.

### Республика Корея
В высшие школы (고등학교, 高等學校) Республики Корея поступают в возрасте 17 лет и выпускаются после третьего класса в 19 лет. Школы могут быть разделены на специализированные отделения, соответствующие интересам того или иного студента и совпадающие с его карьерным путём. К примеру, существуют «научные» высшие школы (Science high school), школы изучения иностранных языков и искусствоведческие школы. Все они требуют для поступления сдачи достаточно сложных экзаменов. Высшие школы могут быть также поделены на общественные (публичные) и частные. Такие школы не дают какую-то специальность, но просто готовят своих учеников для поступления в колледж. Для студентов, которые по каким-либо причинам не хотят получать образование в колледже, существуют профессиональные училища, которые специализируются в области технологии, агрикультуры или финансов, куда студенты могут поступить сразу после выпуска из школ. Расписание высших школ зачастую составлено так, что после интенсивной сессии «самообучения» в такой школе студенты возвращаются домой после полуночи. Учебная программа, которая включает около одиннадцати предметов, зачастую признаётся весьма тяжёлой, поэтому некоторые студенты предпочитают поступать в частные академии, называемые «хагвонами» (학원, 學院), чтобы приумножить свои академические знания. В перечень основных предметов входят корейский и английский языки, математика, различные общественные и естественные науки. Конкретные предметы и уровень их преподавания могут варьироваться от школы к школе, в зависимости от специализации таких учебных заведений.
В отличие от средней школы получение образования в высшей школе не является обязательным. Тем не менее, по оценкам OECD в 2005 году 97 % молодых корейцев окончили высшую школу. Очевидно, это самый высокий процент среди всех стран.

### США
Несмотря на многие проблемы в области среднего образования, высшее образование в США считается одним из лучших в мире. В США более трёх тысяч высших учебных заведений разных видов. В 2001 году в них учились 515 000 иностранных студентов из 17,5 миллионов в целом, из которых 60 % — из Азии. Однако в последнее время образование в вузах, как частных, так и государственных, становится всё дороже. Плата за год обучения — от 5 000 долларов в университете штата до 40 000 долларов в Гарварде, и хотя бедным студентам даются щедрые стипендии, их часто недостаточно для студентов среднего класса, чьи семьи теряют пропорционально больше всего из своих доходов. С 2002—2003 по 2003—2004 учебный год плата за обучение в вузах штата выросла на 14 %, а в частных — на 6 %, что всё равно больше уровня инфляции за то же время.
В американской разговорной речи все вузы обычно называются college, даже если они не колледжи, а университеты.
Вузы США можно разделить на три типа, представители которых, как правило, сильно отличаются друг от друга, главным образом по размеру и атмосфере.

### Украина
На 2015 год в стране насчитывается 520 вузов государственной (включая коммунальную) формы собственности и 144 частных, однако из них 277 — лишь III—IV уровня аккредитации. Среди вузов 175 — университеты и 66 — академии.

### Франция
Во Франции высшее образование представлено 87 университетами, из которых пять — негосударственные католические институты и три — национальные политехнические институты университетского типа. При университетах открыты специализированные институты: 113 технологических, 66 профессиональных и 30 педагогических. Высшее образование во Франции бесплатно (за исключением содержания).

### Япония
В Японии около 600 университетов, включая 425 частных, в которых постоянно обучается около 2,5 млн студентов. Наиболее престижные — государственные университеты в Токио, Киото и Осаке и частные в Тюо, Нихон, Васэда, Мэйдзи, Токай и Кансай. Кроме того, в Японии распространена практика «карликовых» высших учебных заведений, в которых 200—300 студентов обучаются на 1—2 факультетах. Вступительные экзамены в высшие учебные заведения в Японии платные.
42 % населения Японии имеют высшее образование.